# Франклин (округ, Мэн)

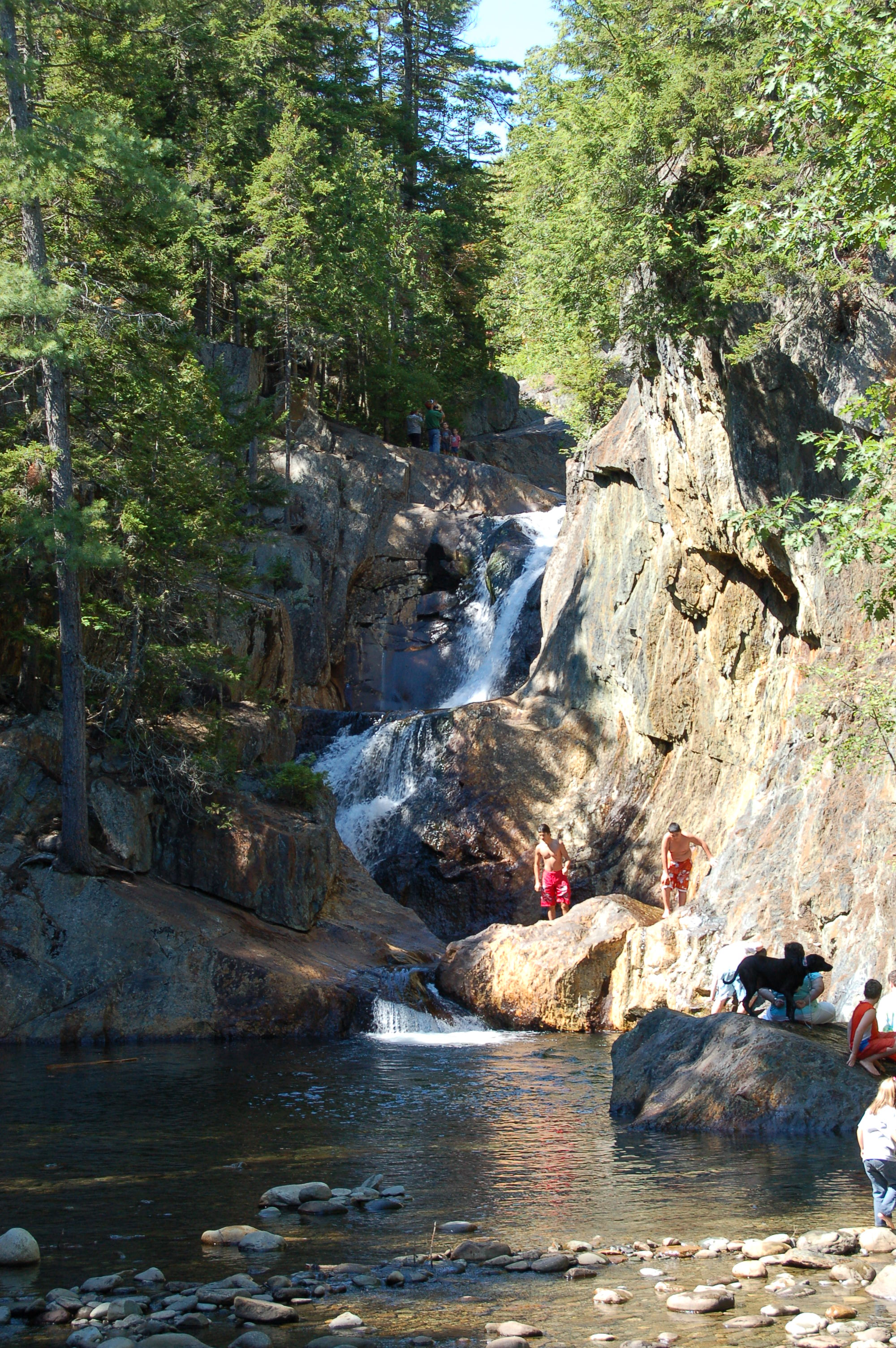
Водопад в округе Франклин

Фра́нклин (англ.  Franklin) — округ в штате Мэн, в США. По подсчетам бюро переписи населения в 2010 году население округа составляло 30 768 человек (в 2000 году — 29 467 человек). Административным центром округа является город Фармингтон.

## География
Согласно бюро переписи населения США, общая площадь округа Франклин составляет 45 18 км², из которых: 43 97 км² — суша и 120 км² (2,57 %) — водная поверхность.
На границе с округом Оксфорд лежит озеро Муслукмегантик — четвёртое по величине озеро штата.
Соседние округа:
- Сомерсет — на северо-востоке.
- Кеннебек — на юго-востоке.
- Андроскоггин — на юге.
- Оксфорд — на юго-западе.

На северо-западе округ граничит с канадской провинцией Квебек.

## Демография
По данным переписи населения 2000 года в округе Франклин проживало 29 467 человек, 7 744 семей, насчитывалось 11 806 домашних хозяйств и 19 159 жилых домов. Средняя плотность населения составляла 7 человек на один квадратный километр. Расовый состав округа по данным переписи распределился следующим образом: 97,96 % белых, 0,24 % чёрных или афроамериканцев, 0,37 % коренных американцев, 0,43 % азиатов, 0,02 % жители Океании, 0,81 % смешанных рас, 0,17 % — других народностей. Испано- и латиноамериканцы составили 0,54 % от всех жителей округа.
Из 11 806 домашних хозяйств в 29,5 % — воспитывали детей в возрасте до 18 лет, 52,4 % представляли собой совместно проживающие супружеские пары, в 9,2 % семей женщины проживали без мужей, 34,4 % не имели семей. 25,8 % от общего числа семей на момент переписи жили самостоятельно, при этом 10,5 % составили одинокие пожилые люди в возрасте 65 лет и старше. Средний размер домашнего хозяйства составил 2,4 человека, а средний размер семьи — 2,88 человек.
Население округа по возрастному диапазону по данным переписи 2000 года распределилось следующим образом: 23,5 % — жители младше 18 лет, 11,1 % — между 18 и 24 годами, 26,4 % — от 25 до 44 лет, 24,8 % — от 45 до 64 лет и 14,2 % — в возрасте 65 лет и старше. Средний возраст жителей округа составил 38 лет. На каждые 100 женщин в округе приходилось 93,4 мужчин, при этом на каждых сто женщин 18 лет и старше приходилось 89,2 мужчины также старше 18 лет.
Средний доход на одно домашнее хозяйство в округе составил 31 459 долларов США, а средний доход на одну семью в округе — 37 863 долларов. При этом мужчины имели средний доход в 30 475 долларов в год против 20 442 долларов среднегодового дохода у женщин. Доход на душу населения в округе составил 15 796 долларов США в год. 10,7 % от всего числа семей в округе и 14,6 % от всей численности населения находилось на момент переписи населения за чертой бедности, при этом 17,9 % из них были моложе 18 лет и 9,5 % — в возрасте 65 лет и старше.
Округ назван в честь великого американского учёного и политического деятеля Бенджамина Франклина.